# José Joaquim Cardoso de Melo Neto
José Joaquim Cardoso de Melo Neto (São Paulo, 19 de julho de 1883 — São Paulo, 20 de julho de 1965) foi um advogado, professor universitário, banqueiro e político brasileiro.

## Formação e vida acadêmica
Cardoso de Melo Neto casou-se com Celina Rodrigues Alves, filha do presidente da República Francisco de Paula Rodrigues Alves, com quem teve duas filhas.
Iniciou os estudos na Escola Complementar. Aos dezesseis anos, formou-se professor primário e passou a lecionar no bairro Bela Vista. Em 1901, matriculou-se na Faculdade de Direito do Largo de São Francisco, recebendo o título de bacharel em Direito em agosto de 1906. Durante os estudos, Cardoso ocupou a presidência do Círculo Jurídico Acadêmico. Foi advogado da Companhia Telefônica Brasileira.
Quatro anos mais tarde, em 1910, tornou-se presidente da Sociedade Anônima Elétrica Rio Claro, notória empresa de energia elétrica do estado de São Paulo, ficando até 1934. Em outubro de 1917, como professor substituto, tomou posse da quinta seção nas cadeiras de Direito Administrativo, Ciência da Administração, Economia Política e Ciência das Finanças. Em 1920, seria titulado professor catedrático das duas últimas.
Posteriormente, em 1941, passou a ser o diretor da faculdade onde se formou. Por fim, em novembro de 1953, recebeu o título de professor emérito desta.

## Vida política

### Fundação da Liga Nacionalista e do Partido Democrático
Cardoso participou da fundação da Liga Nacionalista, idealizada por Olavo Bilac e Rui Barbosa e criada em 1917. O intuito era adotar a prática do voto secreto e do serviço militar obrigatório. Em 1926, ajudaria na fundação do Partido Democrático (PD) de São Paulo. Um dos primeiros feitos do PD foi se empenhar na campanha das eleições estaduais de fevereiro de 1928, quando Cardoso de Melo Neto foi eleito pelo 5º Distrito de São Paulo. No entanto, ele e outros candidatos do partido não tiveram sua eleição legitimada.

### Revolução de 1930 e prefeito provisório
No início de 1929, o PD se filiou à Aliança Liberal, coligação de forças políticas contrárias ao Governo Washington Luís. Cardoso de Melo Neto foi escolhido representante do partido e participou da Convenção da Aliança Liberal, que validou as candidaturas oposicionistas, apresentando Getúlio Vargas e João Pessoa como candidatos à presidência e à vice-presidência da República. Saindo vencedora, os laços entre a Aliança Liberal e os tenentes se fortaleceram.
O processo de preparação de um movimento armado se intensificou com o assassinato de João Pessoa, que aconteceu em 26 de julho de 1930. No dia 24 de outubro, no Rio de Janeiro, Washington Luís era deposto da presidência. A partir de então, a governança do país passou para as mãos do general Hastínfilo de Moura, comandante da 2ª Região Militar, que governou provisoriamente por quatro dias, até 28 de outubro de 1930. Esse general formou uma espécie de conselho, do qual faziam parte membros do PD. Em seguida, o governo passou para José Maria Whitaker, Plínio Barreto e, finalmente, o capitão João Alberto Lins de Barros. Na época, Cardoso de Melo Neto foi prefeito de São Paulo de 24 de outubro de 1930 até 6 de dezembro de 1930.
Cardoso também representou o PD nas articulações para a formação da Chapa Única por São Paulo Unido. A chapa, que mesclava o PD, o PRP, a Liga Eleitoral Católica e a Federação dos Voluntários (organização de ex-combatentes de 1932), lutava por características liberais e federalistas, indo contra a centralização política e econômica pensada pelo governo federal, até então, o general Valdomiro Lima.

### Segunda República: constituinte e deputado federal
Em fevereiro de 1934, Cardoso de Melo filiou-se ao novo Partido Constitucionalista, consequência da fusão do PD com a Ação Nacional Republicana (dissidência do PRP) e a Federação de Voluntários, liderado por Armando de Sales Oliveira. Foi eleito como suplente para a Assembleia Nacional Constituinte de 1933 a 1934, assumindo o cargo em 28 de novembro de 1933 após a renúncia do titular. Foi vice-líder da Bancada Paulista na Constituinte.
Foi depois eleito como deputado federal pela 37.ª Legislatura. Passou a integrar a Comissão Mista de Reforma Econômico-Financeira, e acumulou suas funções parlamentares com a presidência do Banco Mercantil de São Paulo e da Empresa de Luz e Força de Jundiaí. Renunciou ao cargo de deputado em 1935 para assumir o cargo de governador de São Paulo.

### Retorno à Câmara dos Deputados
Em 19 de novembro de 1946, Cardoso de Melo Neto retornou ao Congresso, assumindo a vaga de deputado pelo Partido Social Democrático.